# Овощинский сельсовет
Овощинский сельсовет — упразднённое сельское поселение в Туркменском районе Ставропольского края России.
Административный центр — село Овощи.

## История
Статус и границы сельского поселения установлены Законом Ставропольского края от 4 октября 2004 г. № 88-КЗ «О наделении муниципальных образований Ставропольского края статусом городского, сельского поселения, городского округа, муниципального района».
С 16 марта 2020 года, в соответствии с Законом Ставропольского края от 31 января 2020 г. № 15-кз, все муниципальные образования Туркменского муниципального района были преобразованы путём их объединения в единое муниципальное образование Туркменский муниципальный округ.

## Население
| 1989  | 2002  | 2010  | 2011  | 2012  | 2013  | 2014  |
| ----- | ----- | ----- | ----- | ----- | ----- | ----- |
| 2703  | ↗2999 | ↘2717 | ↘2713 | ↘2649 | ↘2597 | ↘2515 |
| 2015  | 2016  | 2017  | 2018  | 2019  | 2020  |       |
| ↘2491 | ↘2479 | ↘2413 | ↘2383 | ↘2319 | ↘2310 |       |

## Состав сельского поселения
| № | Населённый пункт | Тип населённого пункта       | Население |
| - | ---------------- | ---------------------------- | --------- |
| 1 | Красная Поляна   | посёлок                      | ↗200      |
| 2 | Овощи            | село, административный центр | ↘2030     |
| 3 | Отрадный         | посёлок                      | ↗200      |